# Hassan Mediaf
 (septembre 2019).
Hassan Mediaf (Arabe: حسن مضياف), né le 1er janvier 1957 à Casablanca et mort le 30 janvier 2013 dans la même ville, est un acteur marocain.

## Théâtre
- Kosta Ya Watan
- Berq Matqshaa
- Juha f Raha
- Colère symphonique
- Le Prix de la liberté
- La vérité est morte
- Ibn Rumi dans les bidonvilles

## Filmographie
Mediaf a joué dans plusieurs films et séries. Il est également connu pour avoir interprété plusieurs personnages dans le théâtre.

### Cinéma
- 1994 : Voleur de rêves de Hakim Noury
- 2006 : Les Portes du paradis
- 2003 : El Kebsh de Naoufel Berraoui
- 2011 : Les Hommes libres d'Ismaël Ferroukhi
- 2012 : Les Chevaux de Dieu de Nabil Ayouch